# Christian Labarbe
 (janvier 2016).
Si vous disposez d'ouvrages ou d'articles de référence ou si vous connaissez des sites web de qualité traitant du thème abordé ici, merci de compléter l'article en donnant les références utiles à sa vérifiabilité et en les liant à la section « Notes et références ».
Christian Labarbe est un joueur de football belge né le 16 octobre 1951. Il évoluait au poste de défenseur.

## Biographie
Christian Labarbe commence sa carrière professionnelle au Standard de Liège, et réalise sa première apparition dans ce même club en équipe première le 19 septembre 1971 face au Beerschot.
Il porte les couleurs des Rouches durant 246 rencontres officielles, dont 196 en championnat, 22 en Coupe de Belgique, 14 en Coupe d'Europe et 14 en Coupe de la Ligue, avec 15 buts au total[réf. nécessaire].
Il joue deux matchs en Coupe d'Europe des clubs champions avec le Standard lors de la saison 1971-1972.

## Palmarès
- Champion de Belgique en 1971 avec le Standard de Liège.
- Finaliste de la Coupe de Belgique en 1972 avec le Standard de Liège.
- Finaliste de la Coupe de Belgique en 1973 avec le Standard de Liège.
- Finaliste de la Coupe de la Ligue Pro en 1974 avec le Standard de Liège.
- Vainqueur de la Coupe de la Ligue Pro en 1975 avec le Standard de Liège.